# رافائلا سوزا
رافائل سوزا (انگلیسی: Rafaelle Souza؛ زادهٔ ۱۸ ژوئن ۱۹۹۱) بازیکن فوتبال اهل برزیل است.
از باشگاه‌هایی که در آن بازی کرده‌است می‌توان به اف سی کانزاس سیتی و هیوستون دش اشاره کرد.
وی همچنین در تیم ملی فوتبال زنان برزیل بازی کرده‌است.
وی در مسابقات کشوری و بین‌المللی در مجموع برندهٔ ۱ مدال طلا شده‌است.